# Nagy-Bælt
A Nagy-Bælt (dánul: Storebælt) egy tengerszoros a dániai Sjælland és Fyn szigetek között. Egyike annak a három szorosnak (A Kis-Bælt és az Øresund mellett), amelyek összekötik a Balti-tengert (a Kattegaton és a Skagerrakon keresztül) az Északi-tengerrel.
A szoros hosszúsága mintegy 120 km, szélessége 16–30 km között változik. Két fontosabb szigetet ölel körül: Sprogøt északon és Langelandot délen. Előbbin át köti össze 1997 óta Sjællandot és Fynt a Nagy-Bælt híd.
A Nagy-Bælt a történelem folyamán fontos vízi út volt, és maradt napjainkig. Dánia sokáig vámot szedett a hajózásért, de 1857 óta a három dán szoros nemzetközi vízi út.